# Gilbert Fuentes
Gilbert Fuentes, né le 21 février 2002 à Tracy, est un joueur américain de soccer évoluant au poste de milieu de terrain.

## Biographie

### En sélection
Avec les moins de 17 ans, il participe au championnat de la CONCACAF des moins de 17 ans en 2019. Les joueurs américains s'inclinent en finale face au Mexique.

## Palmarès
États-Unis -17 ans
- Finaliste du championnat de la CONCACAF des moins de 17 ans en 2019